# خاراشکن
خاراشکن (نام علمی: Saxifraga) نام یک سرده از تیره خاراشکنیان است.

## نگارخانه

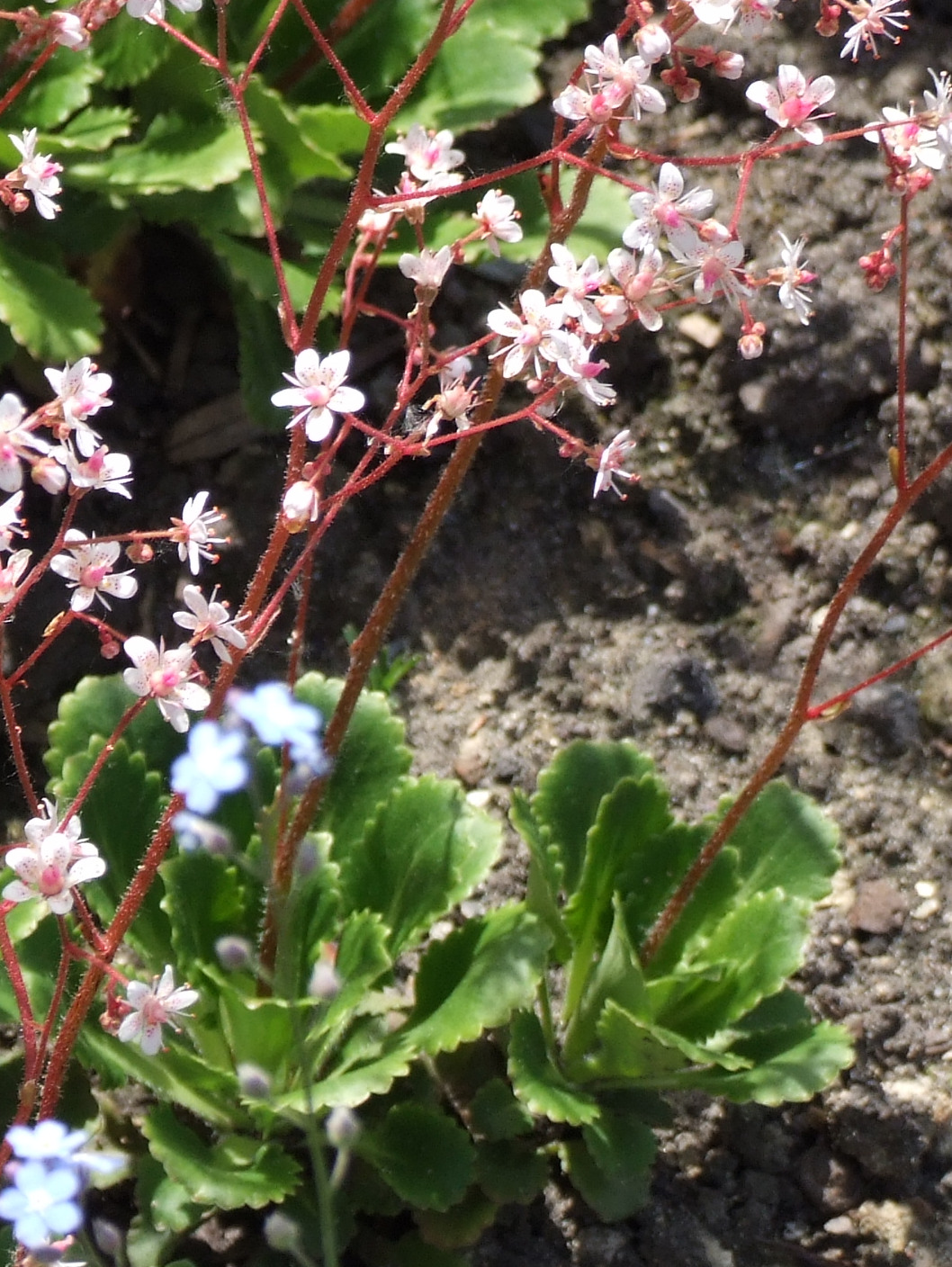
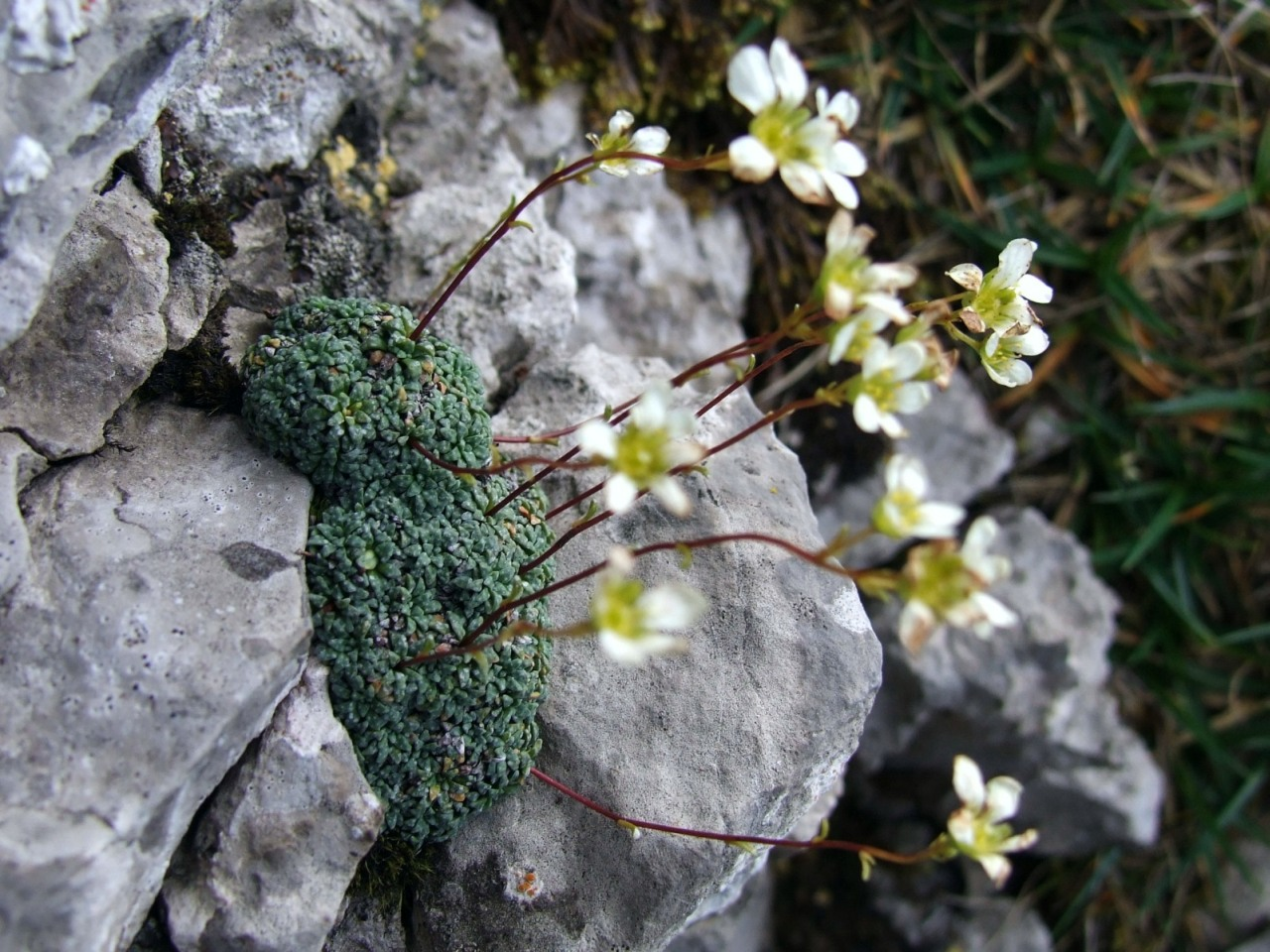
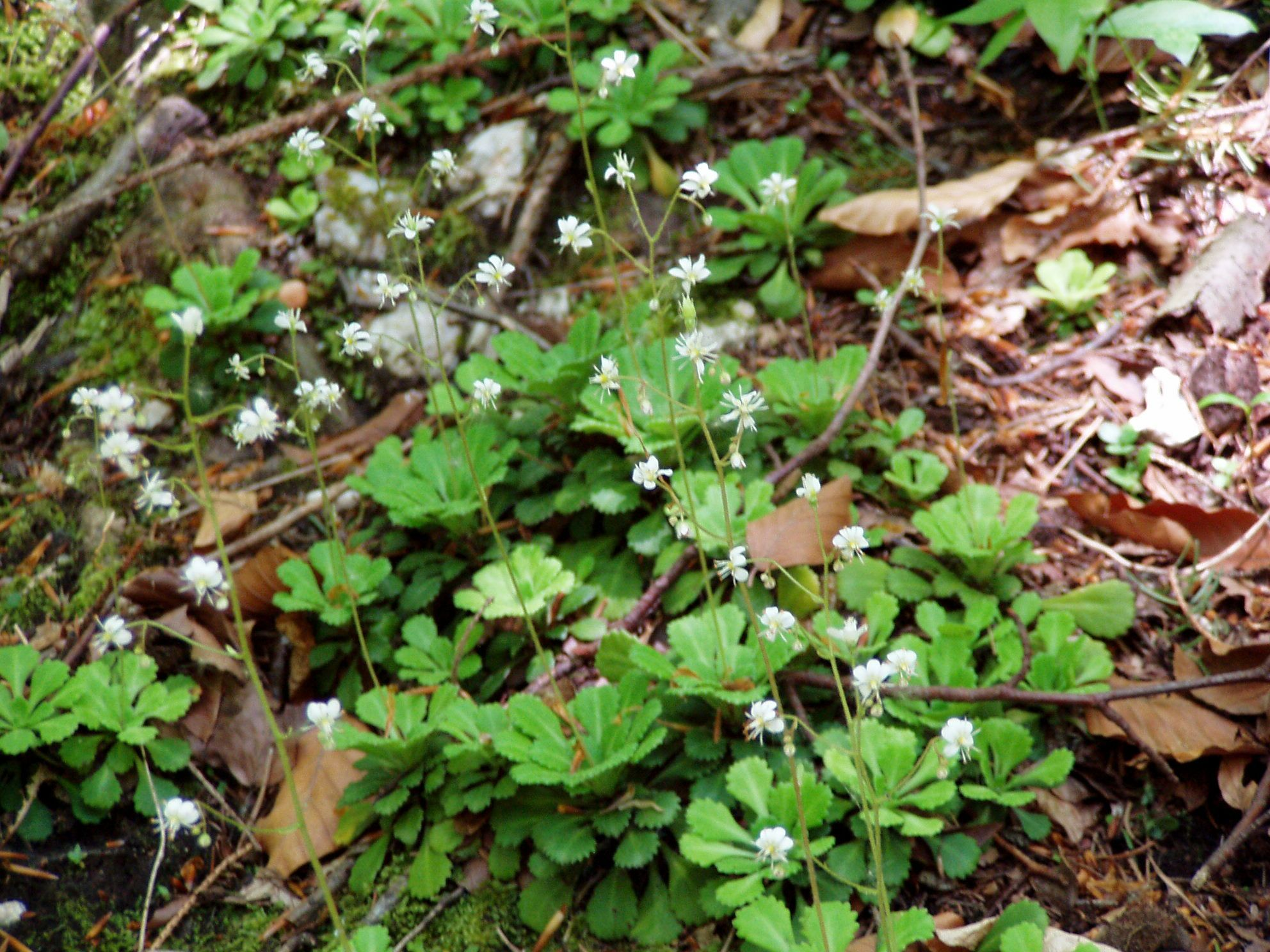
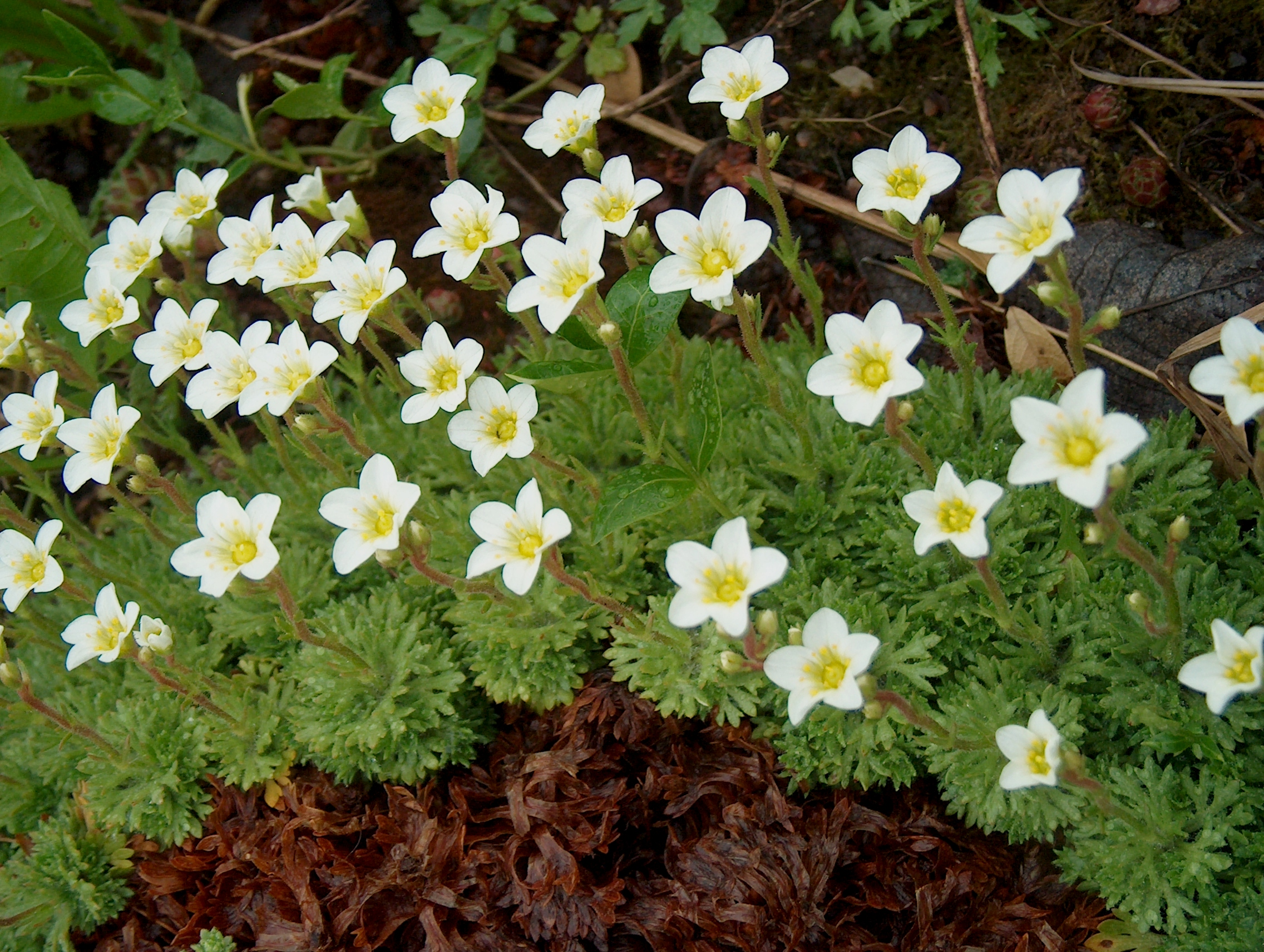
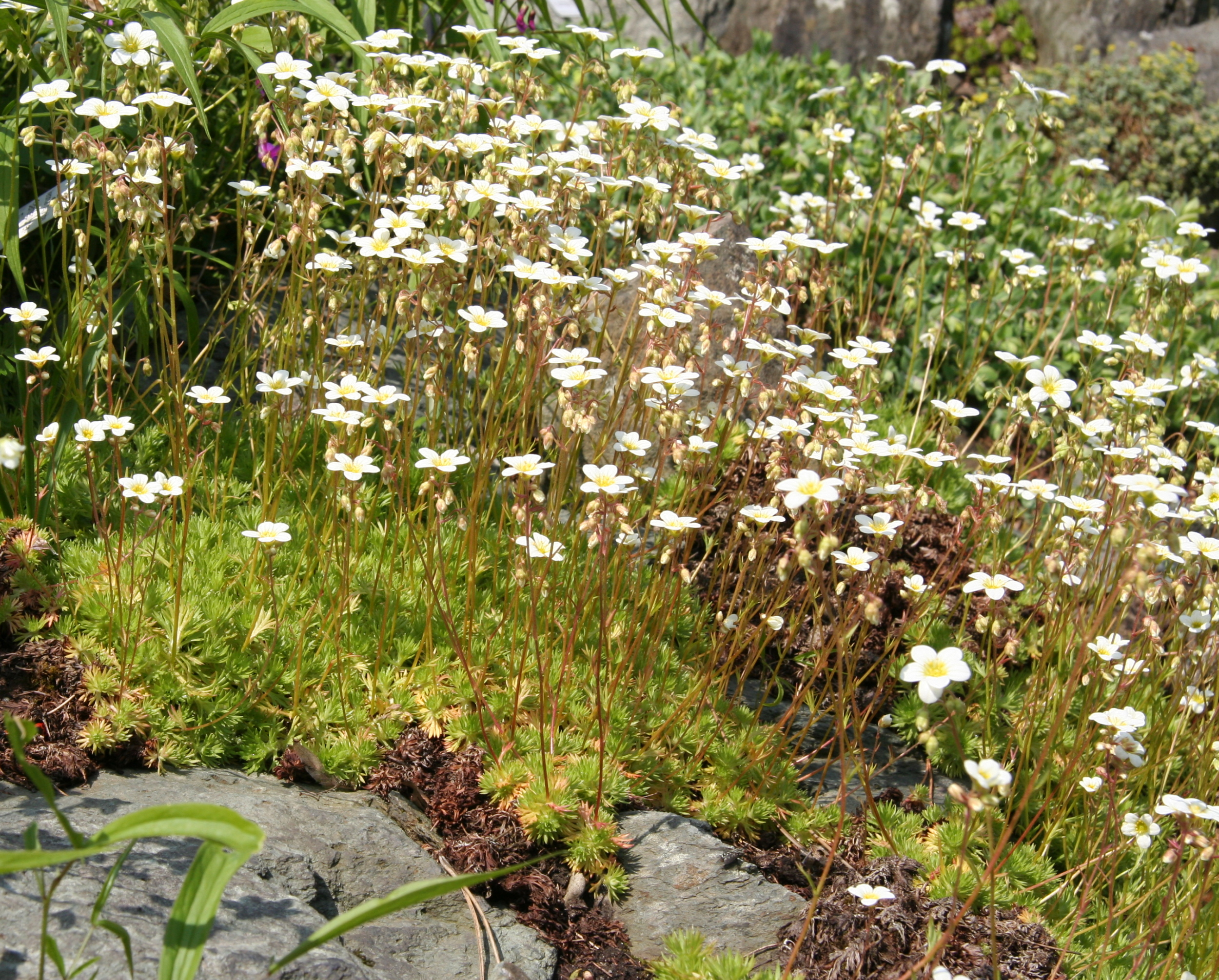
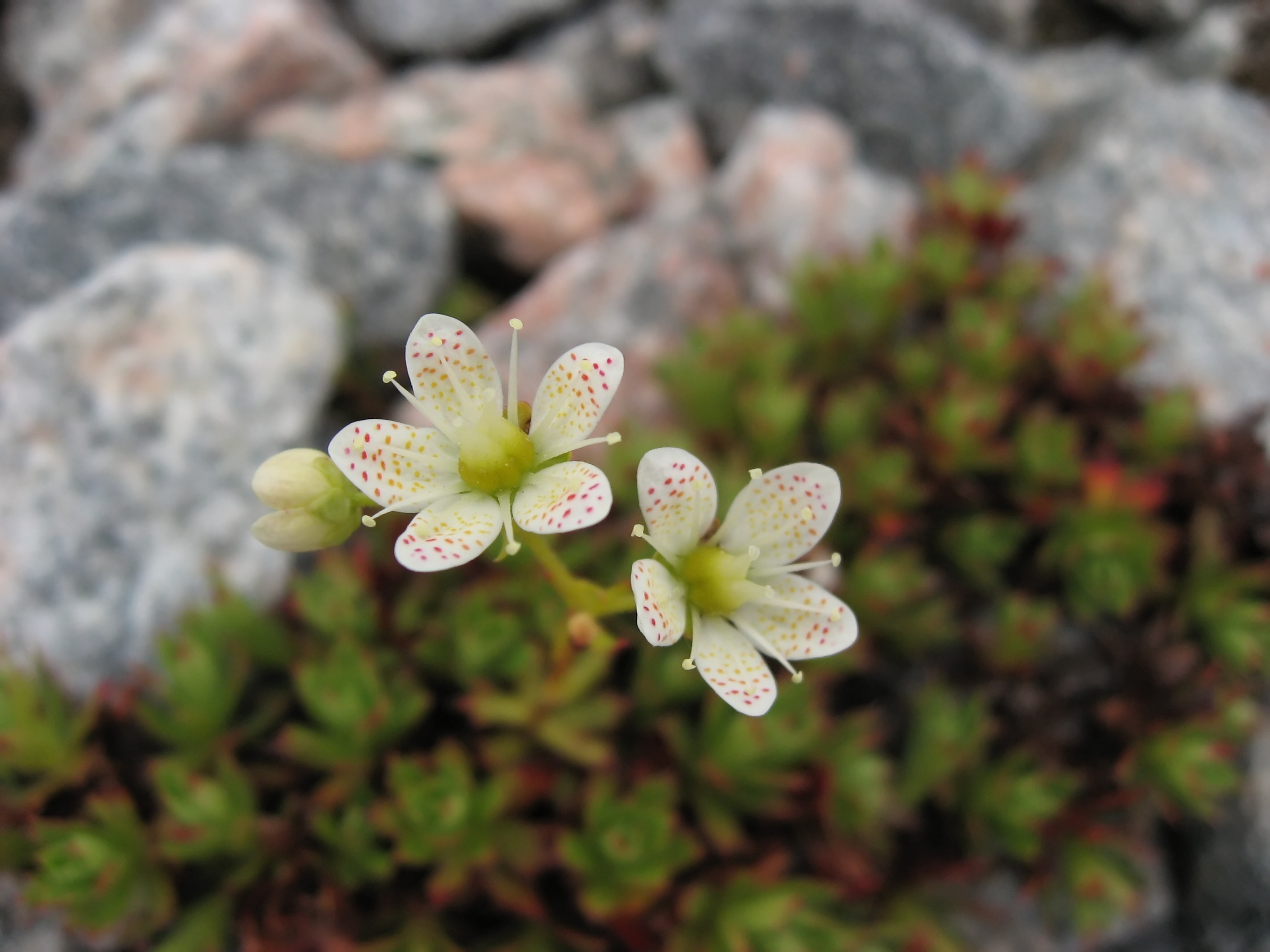